# Spizaetus tyrannus
El águila azor negra (Spizaetus tyrannus), también conocida como águila tirana, es una especie de ave accipitriforme de la familia Accipitridae ampliamente distribuida por el Neotrópico, tanto de la América Central como de América del Sur. Se puede observar desde México hasta la zona central del Perú, el sur de Brasil y ahora en el norte de Argentina.  Su hábitat preferido incluye varios tipos de bosques preferiblemente frescos y húmedos cercanos a los ríos.

## Características
Tiene un plumaje negro oscuro con diferentes patrones en el cuerpo y en cada una de sus alas, y una coloración blanco moteado en diferentes lugares. Tiene las alas rayadas, ligeramente en forma elíptica, y la cola es larga y estrecha y rara vez la expande.  Las cuatro rayas color gris-violeta que se les ve en las plumas de la cola, así como la línea blanca que tienen ligeramente por encima de sus ojos, son distintivos de estas aves.  Cuando despega lo corto de sus alas es aparente, mientras que en pleno vuelo, su cola normalmente se encuentra cerrada.

## Dieta
Ligero y relativamente pequeño si se le compara con los demás miembros de su género, los principales alimentos consumidos por estas aves incluyen zarigüeyas y monos, así como, en ocasiones, pequeños murciélagos y otras aves.  Su nombre popular en Brasil es "gaviao-pega-macaco", que significa halcón cazador de mono.  A menudo dan caza a aves muy grandes, como tucanes y chachalacas.
Robinson (1994) registró a un  águila negra atacando ardillas (Sciurus spp.) A 2 m del suelo. También hay registros de S. tyrannus capturando aves pequeñas como el benteveo mediano. Como la hembra es más grande que el macho, las presas capturadas por ellos son de diferentes tamaños, por lo que no compiten por la comida entre sí, pudiendo permanecer en la misma área, lo que facilita el encuentro para el cruce. Funes y col. (1992) registraron 75 tipos de presas entregadas a hembras y crías en dos nidos en el parque nacional Tikal, Guatemala. Los investigadores encontraron que el 68% de las presas eran mamíferos (14 ardillas pequeñas, 8 zarigüeya lanuda centroamericana (Caluromys derbianus), 1 ardilla arbórea de tamaño mediano y 5 mamíferos no identificados), 2,6% aves (dos aves no identificadas) y 29,3 % de presas no identificadas. La mayoría de las presas eran pequeños mamíferos nocturnos, lo que sugiere que la especie tiene una mayor preferencia por los mamíferos que S. ornatus. J. LuIs Rangel-Salazar encontró un nido el 7 de marzo de 1991 en Yucatán, recolectaron restos de presas y los tucanes pico iris (Ramphastos sulfuratus) fueron las presas más abundantes; Los mamíferos (mapaches y ardillas) representaron el 17,6% del total de presas. Skutch (1960) registró la depredación de esta especie en los pichones de un par de papamoscas coronadas de bermellón (Myiozetetes similis).
En Panamá según Wetmore (1965), el coleccionista E.A. Goldman tomó un pájaro cerca de Gatún mientras estaba sentado en la cima de un árbol alto comiendo una iguana. Smith (1970) observó a adultos alimentando a jóvenes con dos iguana verde (Iguana iguana), cada una de aproximadamente 25 cm de largo, una serpiente (Oxybelis spp.), Un carriquí pechiblanco (Cyanocorax affinis) y una ardilla de cola roja (Sciurus granatensis).
En Perú se observaron a un águila negra en las cercanías de Cocha Cashu, parque nacional del Manu, llevando una lagartija grande (30-35 cm), que se zambulló repentinamente desde el dosel para capturar una ardilla (Sciurus sp.) A 2 m del suelo, atacando guacamayos en un árbol y llevando un roedor no identificado (Robinson 1994).
Los hábitos alimenticios de estas aves siguen siendo desconocidos en su mayor parte, con muy pocas grabaciones cuando se están alimentando.

## Reproducción
Como en el caso de su dieta, se sabe muy poco de su comportamiento durante la crianza, a excepción de algunos detalles relativos a sus nidos; compuesto de palos y posiblemente de otros materiales.  Su nido es de alrededor de un metro y medio de diámetro en su totalidad, y por lo general lo construyen en árboles altos, alrededor de los quince metros de altura.  La variedad de árboles elegidos probablemente varían mucho, pero se han observado principalmente en los árboles de pinos.
En Gutemala se encontró un nido con un huevo el 29 de abril de 1992 en el parque nacional Tikal, y el polluelo nació el 5 de mayo y emplumó el 15 de julio. Otro nido con un pichón de unas seis semanas fue encontrado el 3 de julio de 1992. El nido en el parque nacional Tikal fue ubicado a 27 m sobre el suelo en un "Ramón Blanco" (Brosimum alicastrum) árbol de 30 m de altura y estaba en una maraña de enredaderas sostenido por dos ramas secas a nueve m del tronco principal. Otro nido tenía 28 m de altura en un árbol "Pucté" (Bucida buceras), y también estaba en una maraña de bejucos sostenido por dos ramas a unos 3 m del tronco principal. En Panamá, Smith (1970) encontró dos juveniles vellosos en un nido en la Zona del Canal en febrero de 1965 y un juvenil emplumado cerca del mismo nido en agosto de 1968. Canuto (2008) observó a una pareja en exhibición de cortejo en julio en el parque nacional Soberanía. En el Salvador, A West (1988) se le mostró un supuesto nido de esta especie ubicado a 15 m de altura en un árbol de níspera (Manilkara zapota) de 20 m en el Bosque El Imposible. El árbol del nido estaba ubicado en la ladera de una colina, con vista a un valle.

## Subespecies
Se conocen dos subespecies de Spizaetus tyrannus :
- Spizaetus tyrannus serus - del sur de México al noreste de Argentina y Brasil; Isla Trinidad.
- Spizaetus tyrannus tyrannus - del este y sur de Brasil al extremo noreste de Argentina (Misiones).